# 庄官
庄官（日语：／）是日本古代庄园制度中，对庄园领主（本所）任命的管理庄园事务的负责人的总称。负责开发庄园的“开发领主”有时会在将土地捐献给庄园领主之后，被任命为庄官，以维持其庄园管理者的地位。有时，接受捐献的庄园领主为了加强对庄园的控制，会任命自己的家臣为庄官并派遣至当地。